# 可加範疇
在範疇論中，一個可加範疇是一個存在有限雙積的預加法範疇。舊文獻所謂的「可加範疇」有時指預可加範疇，在當代理論中則傾向於區別兩者。
一如預可加範疇，對一交換環{\displaystyle k}也能定義{\displaystyle k}-可加範疇，可加範疇是{\displaystyle k=\mathbb {Z} }的情形。

## 例子
最直接的例子是交換群範疇Ab，此時的有限雙積即群的有限直積。其它常見例子包括：
- 一個環上的左模範疇，包括域或除環上的向量空間範疇。
- 環上的矩陣代數。

## 基本性質
加法範疇是預可加範疇的特例，因此具有預可加範疇的性質，在此僅考慮可加範疇對雙積的特性：
首先注意到空雙積存在，稱為零對象，記作{\displaystyle 0}；它同時是範疇中的始對象與終對象。
給定加法範疇中的對象{\displaystyle A,B}，考慮與自身的雙積{\displaystyle A^{n}}與{\displaystyle B^{m}}；透過雙積的射影與內射態射，能夠以矩陣表示從{\displaystyle A^{n}}至{\displaystyle B^{m}}的態射；若取{\displaystyle A=B}、{\displaystyle n=m}，則態射的合成對應於方陣乘法。

## 可加函子
一個預加法範疇間的函子{\displaystyle F:{\mathcal {C}}\to {\mathcal {D}}}若在同態集上給出群同態，則稱作可加函子。如果{\displaystyle {\mathcal {C}},{\mathcal {D}}}還是可加範疇，而且{\displaystyle F}保存雙積的交換圖，則稱之為（可加範疇間的）可加函子。換言之：
若{\displaystyle B}是{\displaystyle A_{1},\ldots ,A_{n}}在{\displaystyle {\mathcal {C}}}中的雙積，設{\displaystyle p_{j}}為相應的投影而{\displaystyle i_{j}}為相應的內射，則{\displaystyle F(B)}是{\displaystyle F(A_{1}),\ldots ,F(A_{n})}的雙積，使得{\displaystyle F(p_{j})}為相應的投影而{\displaystyle F(i_{j})}為相應的內射。
可加範疇間常見的函子都是可加函子。事實上，可以證明加法範疇間的伴隨函子都是可加函子，而範疇論中的重要函子多以伴隨函子的面貌出現。

## 特殊例子
- 一個預阿貝爾範疇是使每個態射都有核與上核的可加範疇。
- 一個阿貝爾範疇是一個使態射均為嚴格態射的預阿貝爾範疇。

應用最廣的可加範疇通常都是阿貝爾範疇。

## 文獻
- Nicolae Popescu, 1973, Abelian Categories with Applications to Rings and Modules, Academic Press, Inc.（已絕版）  該書對此主題有仔細介紹